# W. D. Flick
William Donald „Don“ Flick (* 15. August 1900 in Cleveland, Ohio; † 20. Februar 1965 in Los Angeles, Kalifornien) war ein US-amerikanischer Tontechniker, der bei der Oscarverleihung 1950 zusammen mit Roger Heman senior mit einem Oscar in der Kategorie „Bester Ton“ für den Film Der Kommandeur (Twelve O’Clock High) ausgezeichnet wurde.

## Werdegang
Flicks erster Film, in dem er für den Ton zuständig war, war eine Gaunergeschichte von 1929 mit dem Titel Pleasure Crazed. Er wurde im Film als Donald Flick aufgeführt. Von da an war er in vielen Filmen für den Ton verantwortlich oder mitverantwortlich, wie beispielsweise 1930 in dem John-Wayne-Film Der große Treck, wo er als W. D. Flick firmierte. Es folgten Filme, wie Der Hund von Baskerville und Die Abenteuer des Sherlock Holmes (beide 1939). Mit dem 1949 erschienenen Filmdrama Der Kommandeur von Henry King mit Gregory Peck in der Hauptrolle konnte Flick seinen größten beruflichen Erfolg verbuchen. Zusammen mit Roger Heman senior wurde er in der Kategorie „Bester Ton“ mit einem Oscar ausgezeichnet.
Flick trug außerdem zum Erfolg der Filme Alles über Eva (1950) von Joseph L. Mankiewicz mit Bette Davis, Viva Zapata! (1952) von Elia Kazan mit Marlon Brando und dem biografischen Drama Das Tagbuch der Anne Frank (1959) von George Stevens mit Millie Perkins bei. Seine letzte Filmarbeit lieferte er in Vincente Minnellis Fantasyfilm Goodbye Charlie von 1964 mit Tony Curtis und Debbie Reynolds ab.
Der 1965 im Alter von 64 Jahren verstorbene Flick wurde auf dem Inglewood Park Cemetery in Los Angeles beigesetzt.

## Filmografie (Auswahl)
- 1929: Pleasure Crazed
- 1930: Der große Treck (The Big Trail)
- 1933: Die Legion des Todes (The Devil’s in Love)
- 1935: Zeig’ kein Erbarmen! (Show Them No Mercy!)
- 1936: Der Gefangene der Haifischinsel (The Prisoner of Shark Island)
- 1938: Die goldene Peitsche (Kentucky)
- 1939: Der Hund von Baskerville (The Hound of the Baskervilles)
- 1939: Die Abenteuer des Sherlock Holmes (The Adventures of Sherlock Holmes)
- 1940: Rache für Jesse James (The Return of Frank James)
- 1940: Im Zeichen des Zorro (The Mark of Zorro)
- 1941: König der Toreros (Blood and Sand)
- 1942: Sechs Schicksale (Tales of Manhattan)
- 1943: Die Waise von Lowood (Jane Eyre)
- 1944: Zu Hause in Indiana (Home in Indiana)
- 1944: Sweet and Low-Down
- 1945: Das Haus in der 92. Straße (The House on 92nd Street)
- 1946: Feind im Dunkel (The Dark Corner)
- 1946: Weißer Oleander (Dragonwyck)
- 1946: Centennial Summer
- 1948: Kennwort 777 (Call Northside 777)
- 1948: Straße ohne Namen (The Street with No Name)
- 1949: Der Kommandeur (Twelve O’Clock High)
- 1949: Seemannslos (Down to the Sea in Ships)
- 1950: Alles über Eva (All About Eve)
- 1951: Vierzehn Stunden (14 Hours/Fourteen Hours)
- 1952: Viva Zapata!
- 1952: Liebling, ich werde jünger (Monkey Business)
- 1953: Niagara
- 1954: Die gebrochene Lanze (Broken Lance)
- 1957: Der Knabe auf dem Delphin (Boy on a Dolphin)
- 1959: Das Tagebuch der Anne Frank (The Diary Of Anne Frank)
- 1960: Can-Can
- 1960: Machen wir’s in Liebe (Let’s Make Love)
- 1963: Die verlorene Rose (The Stripper)
- 1963: In Liebe eine 1 (Take Her, She’s Mine)
- 1964: Goodbye Charlie